# Férfi kézilabdatorna a 2024. évi nyári olimpiai játékokon
A 2024. évi nyári olimpiai játékokon a férfi kézilabdatornát július 27. és augusztus 11. között rendezték. A tornán 12 csapat vett részt. A csoportmérkőzéseket Párizsban, az egyenes kieséses szakasz mérkőzéseit Lille-ben játszották.

## Résztvevők
| Esemény                                         | Dátum                | Helyszín                  | Kvóta | Kvalifikált csapatok                   |
| ----------------------------------------------- | -------------------- | ------------------------- | ----- | -------------------------------------- |
| Rendező                                         | -                    | -                         | 1     | Franciaország (FRA)                    |
| 2023-as világbajnokság                          | 2023. január 29.     | Lengyelország, Svédország | 1     | Dánia (DEN)                            |
| 2024-es Afrika-bajnokság                        | 2024. január 27.     | Kairó                     | 1     | Egyiptom (EGY)                         |
| 2023-as ázsiai olimpiai selejtező               | 2023. október 28.    | Katar                     | 1     | Japán (JPN)                            |
| 2023-as Pánamerika-bajnokság                    | 2023. november 4.    | Chile                     | 1     | Argentína (ARG)                        |
| 2024-es Európa-bajnokság                        | 2024. január 28.     | Németország               | 1     | Svédország (SWE)                       |
| 2024-es férfi kézilabda olimpiai selejtezőtorna | 2024. március 14-17. | Granollers                | 2     | Spanyolország (ESP) · Szlovénia (SLO)  |
| 2024-es férfi kézilabda olimpiai selejtezőtorna | 2024. március 14-17. | Hannover                  | 2     | Horvátország (CRO) · Németország (GER) |
| 2024-es férfi kézilabda olimpiai selejtezőtorna | 2024. március 14-17. | Tatabánya                 | 2     | Norvégia (NOR) · Magyarország (HUN)    |
| Összesen                                        |                      |                           | 12    |                                        |

## Sorsolás
2024. március 17-én befejeződtek a selejtezőtornák, így a 12 csapattal teljes lett a létszám az olimpiai tornára. A válogatottakat 6 kalapba osztották be. A csoportkör sorsolását április 16-án a Párizs környéki Créteil-ben tartották. A húzást Siraba Dembélé végezte el. Elsőként a 6., majd az 5., a 3., a 2. és az 1. kalap csapatait sorsolták ki. Ezután a házigazda Franciaország képviseletében Guillaume Gille szövetségi kapitány kiválasztotta, hogy a B csoportban kíván szerepelni. Végül Szlovénia került be az utolsó kimaradt helyre az A csoportban.
| Kalap     | Csapatok                  |
| --------- | ------------------------- |
| 1. kalap: | Dánia, Spanyolország      |
| 2. kalap: | Horvátország, Norvégia    |
| 3. kalap: | Magyarország, Németország |
| 4. kalap: | Szlovénia, Franciaország  |
| 5. kalap: | Svédország, Egyiptom      |
| 6. kalap: | Japán, Argentína          |

## Csoportkör
A menetrendet 2024. április 29-én tették közzé.

### A csoport
| Hely. | Csapat              | M | Gy | D | V | G+  | G–  | Gk  | P | Továbbjutás |
| ----- | ------------------- | - | -- | - | - | --- | --- | --- | - | ----------- |
| 1.    | Németország (GER)   | 5 | 4  | 0 | 1 | 162 | 144 | +18 | 8 | Negyeddöntő |
| 2.    | Szlovénia (SLO)     | 5 | 3  | 0 | 2 | 140 | 142 | −2  | 6 | Negyeddöntő |
| 3.    | Spanyolország (ESP) | 5 | 3  | 0 | 2 | 151 | 148 | +3  | 6 | Negyeddöntő |
| 4.    | Svédország (SWE)    | 5 | 3  | 0 | 2 | 158 | 139 | +19 | 6 | Negyeddöntő |
| 5.    | Horvátország (CRO)  | 5 | 2  | 0 | 3 | 148 | 156 | −8  | 4 |             |
| 6.    | Japán (JPN)         | 5 | 0  | 0 | 5 | 143 | 173 | −30 | 0 |             |

| 2024. július 27. 9:00 | Spanyolország (ESP) | 25–22       | Szlovénia (SLO) | Paris Expo Porte de Versailles, Párizs Nézőszám: 5776 Játékvezetők: Bonaventura, Bonaventura (FRA) |
| 2024. július 27. 9:00 | Gómez 7             | (8–11)      | Bombač 5        | Paris Expo Porte de Versailles, Párizs Nézőszám: 5776 Játékvezetők: Bonaventura, Bonaventura (FRA) |
| 2024. július 27. 9:00 | 3×                  | Jegyzőkönyv | 5×              | Paris Expo Porte de Versailles, Párizs Nézőszám: 5776 Játékvezetők: Bonaventura, Bonaventura (FRA) |

| 2024. július 27. 14:00 | Horvátország (CRO) | 30–29       | Japán (JPN)  | Paris Expo Porte de Versailles, Párizs Nézőszám: 5749 Játékvezetők: Kleven, Jørum (NOR) |
| 2024. július 27. 14:00 | Šoštarič 6         | (13–18)     | Jaszuhira 10 | Paris Expo Porte de Versailles, Párizs Nézőszám: 5749 Játékvezetők: Kleven, Jørum (NOR) |
| 2024. július 27. 14:00 | 3×                 | Jegyzőkönyv | 4×           | Paris Expo Porte de Versailles, Párizs Nézőszám: 5749 Játékvezetők: Kleven, Jørum (NOR) |

| 2024. július 27. 19:00 | Németország (GER) | 30–27       | Svédország (SWE) | Paris Expo Porte de Versailles, Párizs Nézőszám: 5739 Játékvezetők: Hansen, Madsen (DEN) |
| 2024. július 27. 19:00 | Uščins 8          | (12–11)     | Wanne 8          | Paris Expo Porte de Versailles, Párizs Nézőszám: 5739 Játékvezetők: Hansen, Madsen (DEN) |
| 2024. július 27. 19:00 | 1× 1×             | Jegyzőkönyv | 2×               | Paris Expo Porte de Versailles, Párizs Nézőszám: 5739 Játékvezetők: Hansen, Madsen (DEN) |

| 2024. július 29. 9:00 | Japán (JPN)   | 26–37       | Németország (GER) | Paris Expo Porte de Versailles, Párizs Nézőszám: 5788 Játékvezetők: Bíró, Kiss (HUN) |
| 2024. július 29. 9:00 | Fudzsiszaka 6 | (10–21)     | Uščins 7          | Paris Expo Porte de Versailles, Párizs Nézőszám: 5788 Játékvezetők: Bíró, Kiss (HUN) |
| 2024. július 29. 9:00 | 3×            | Jegyzőkönyv | 1×                | Paris Expo Porte de Versailles, Párizs Nézőszám: 5788 Játékvezetők: Bíró, Kiss (HUN) |

| 2024. július 29. 11:00 | Szlovénia (SLO) | 31–29       | Horvátország (CRO) | Paris Expo Porte de Versailles, Párizs Nézőszám: 5788 Játékvezetők: Nachevski, Nikolov (MKD) |
| 2024. július 29. 11:00 | Vlah, Janc 8    | (13–13)     | három játékos 5    | Paris Expo Porte de Versailles, Párizs Nézőszám: 5788 Játékvezetők: Nachevski, Nikolov (MKD) |
| 2024. július 29. 11:00 | 5× 1×           | Jegyzőkönyv | 7× 1×              | Paris Expo Porte de Versailles, Párizs Nézőszám: 5788 Játékvezetők: Nachevski, Nikolov (MKD) |

| 2024. július 29. 16:00 | Svédország (SWE) | 29–26       | Spanyolország (ESP) | Paris Expo Porte de Versailles, Párizs Nézőszám: 5764 Játékvezetők: Horáček, Novotný (CZE) |
| 2024. július 29. 16:00 | három játékos 5  | (11–11)     | Fernández 7         | Paris Expo Porte de Versailles, Párizs Nézőszám: 5764 Játékvezetők: Horáček, Novotný (CZE) |
| 2024. július 29. 16:00 | 4× 1×            | Jegyzőkönyv | 5× 1×               | Paris Expo Porte de Versailles, Párizs Nézőszám: 5764 Játékvezetők: Horáček, Novotný (CZE) |

| 2024. július 31. 11:00 | Horvátország (CRO) | 31–26       | Németország (GER) | Paris Expo Porte de Versailles, Párizs Nézőszám: 5774 Játékvezetők: Horáček, Novotný (CZE) |
| 2024. július 31. 11:00 | Martinović 9       | (15–13)     | Golla 8           | Paris Expo Porte de Versailles, Párizs Nézőszám: 5774 Játékvezetők: Horáček, Novotný (CZE) |
| 2024. július 31. 11:00 | 5× 1×              | Jegyzőkönyv |                   | Paris Expo Porte de Versailles, Párizs Nézőszám: 5774 Játékvezetők: Horáček, Novotný (CZE) |

| 2024. július 31. 14:00 | Spanyolország (ESP) | 37–33       | Japán (JPN)              | Paris Expo Porte de Versailles, Párizs Nézőszám: 5813 Játékvezetők: Pavićević, Ražnatović (MNE) |
| 2024. július 31. 14:00 | Odriozola 6         | (20–18)     | Fudzsiszaka, Jaszuhira 7 | Paris Expo Porte de Versailles, Párizs Nézőszám: 5813 Játékvezetők: Pavićević, Ražnatović (MNE) |
| 2024. július 31. 14:00 | 1×                  | Jegyzőkönyv | 1× 1×                    | Paris Expo Porte de Versailles, Párizs Nézőszám: 5813 Játékvezetők: Pavićević, Ražnatović (MNE) |

| 2024. július 31. 16:00 | Szlovénia (SLO) | 29–24       | Svédország (SWE) | Paris Expo Porte de Versailles, Párizs Nézőszám: 5813 Játékvezetők: Brunner, Salah (SUI) |
| 2024. július 31. 16:00 | Janc 10         | (15–14)     | Wanne 6          | Paris Expo Porte de Versailles, Párizs Nézőszám: 5813 Játékvezetők: Brunner, Salah (SUI) |
| 2024. július 31. 16:00 | 4× 1×           | Jegyzőkönyv | 3× 1× 1×         | Paris Expo Porte de Versailles, Párizs Nézőszám: 5813 Játékvezetők: Brunner, Salah (SUI) |

| 2024. augusztus 2. 14:00 | Horvátország (CRO) | 27–38       | Svédország (SWE) | Paris Expo Porte de Versailles, Párizs Nézőszám: 5774 Játékvezetők: Bonaventura, Bonaventura (FRA) |
| 2024. augusztus 2. 14:00 | Martinović 8       | (15–18)     | Pellas 9         | Paris Expo Porte de Versailles, Párizs Nézőszám: 5774 Játékvezetők: Bonaventura, Bonaventura (FRA) |
| 2024. augusztus 2. 14:00 | 4× 1×              | Jegyzőkönyv | 3×               | Paris Expo Porte de Versailles, Párizs Nézőszám: 5774 Játékvezetők: Bonaventura, Bonaventura (FRA) |

| 2024. augusztus 2. 16:00 | Németország (GER) | 33–31       | Spanyolország (ESP) | Paris Expo Porte de Versailles, Párizs Nézőszám: 5774 Játékvezetők: Nachevski, Nikolov (MKD) |
| 2024. augusztus 2. 16:00 | Uščins 8          | (20–18)     | Gómez 10            | Paris Expo Porte de Versailles, Párizs Nézőszám: 5774 Játékvezetők: Nachevski, Nikolov (MKD) |
| 2024. augusztus 2. 16:00 | 5×                | Jegyzőkönyv | 3×                  | Paris Expo Porte de Versailles, Párizs Nézőszám: 5774 Játékvezetők: Nachevski, Nikolov (MKD) |

| 2024. augusztus 2. 19:00 | Japán (JPN) | 28–29       | Szlovénia (SLO) | Paris Expo Porte de Versailles, Párizs Nézőszám: 5652 Játékvezetők: Hansen, Madsen (DEN) |
| 2024. augusztus 2. 19:00 | Jaszuhira 8 | (15–15)     | Vlah 14         | Paris Expo Porte de Versailles, Párizs Nézőszám: 5652 Játékvezetők: Hansen, Madsen (DEN) |
| 2024. augusztus 2. 19:00 | 7×          | Jegyzőkönyv | 6× 1×           | Paris Expo Porte de Versailles, Párizs Nézőszám: 5652 Játékvezetők: Hansen, Madsen (DEN) |

| 2024. augusztus 4. 9:00 | Svédország (SWE) | 40–27       | Japán (JPN) | Paris Expo Porte de Versailles, Párizs Nézőszám: 5808 Játékvezetők: Schulze, Tönnies (GER) |
| 2024. augusztus 4. 9:00 | Karlsson 6       | (16–9)      | Szugioka 9  | Paris Expo Porte de Versailles, Párizs Nézőszám: 5808 Játékvezetők: Schulze, Tönnies (GER) |
| 2024. augusztus 4. 9:00 | 2×               | Jegyzőkönyv | 2×          | Paris Expo Porte de Versailles, Párizs Nézőszám: 5808 Játékvezetők: Schulze, Tönnies (GER) |

| 2024. augusztus 4. 14:00 | Németország (GER) | 36–29       | Szlovénia (SLO) | Paris Expo Porte de Versailles, Párizs Nézőszám: 5685 Játékvezetők: Jørum, Kleven (NOR) |
| 2024. augusztus 4. 14:00 | Häfner 7          | (23–14)     | Horžen 7        | Paris Expo Porte de Versailles, Párizs Nézőszám: 5685 Játékvezetők: Jørum, Kleven (NOR) |
| 2024. augusztus 4. 14:00 | 1×                | Jegyzőkönyv | 1×              | Paris Expo Porte de Versailles, Párizs Nézőszám: 5685 Játékvezetők: Jørum, Kleven (NOR) |

| 2024. augusztus 4. 21:00 | Spanyolország (ESP) | 32–31       | Horvátország (CRO) | Paris Expo Porte de Versailles, Párizs Nézőszám: 5723 Játékvezetők: Horáček, Novotný (CZE) |
| 2024. augusztus 4. 21:00 | Rodríguez 6         | (20–15)     | Lovre 7            | Paris Expo Porte de Versailles, Párizs Nézőszám: 5723 Játékvezetők: Horáček, Novotný (CZE) |
| 2024. augusztus 4. 21:00 | 2×                  | Jegyzőkönyv | 6× 1×              | Paris Expo Porte de Versailles, Párizs Nézőszám: 5723 Játékvezetők: Horáček, Novotný (CZE) |

### B csoport
| Hely. | Csapat                  | M | Gy | D | V | G+  | G–  | Gk  | P  | Továbbjutás |
| ----- | ----------------------- | - | -- | - | - | --- | --- | --- | -- | ----------- |
| 1.    | Dánia (DEN)             | 5 | 5  | 0 | 0 | 165 | 133 | +32 | 10 | Negyeddöntő |
| 2.    | Egyiptom (EGY)          | 5 | 3  | 1 | 1 | 148 | 140 | +8  | 7  | Negyeddöntő |
| 3.    | Norvégia (NOR)          | 5 | 3  | 0 | 2 | 139 | 136 | +3  | 6  | Negyeddöntő |
| 4.    | Franciaország (FRA) (R) | 5 | 2  | 1 | 2 | 129 | 131 | −2  | 5  | Negyeddöntő |
| 5.    | Magyarország (HUN)      | 5 | 1  | 0 | 4 | 137 | 138 | −1  | 2  |             |
| 6.    | Argentína (ARG)         | 5 | 0  | 0 | 5 | 131 | 171 | −40 | 0  |             |

| 2024. július 27. 11:00 | Magyarország (HUN) | 32–35       | Egyiptom (EGY) | Paris Expo Porte de Versailles, Párizs Nézőszám: 5776 Játékvezetők: Nachevski, Nikolov (MKD) |
| 2024. július 27. 11:00 | Imre 7             | (15–19)     | Jahja, Adel 9  | Paris Expo Porte de Versailles, Párizs Nézőszám: 5776 Játékvezetők: Nachevski, Nikolov (MKD) |
| 2024. július 27. 11:00 | 4×                 | Jegyzőkönyv | 2× 1×          | Paris Expo Porte de Versailles, Párizs Nézőszám: 5776 Játékvezetők: Nachevski, Nikolov (MKD) |

| 2024. július 27. 16:00 | Norvégia (NOR) | 36–31       | Argentína (ARG) | Paris Expo Porte de Versailles, Párizs Nézőszám: 5749 Játékvezetők: Horáček, Novotný (CZE) |
| 2024. július 27. 16:00 | Grøndahl 8     | (22–15)     | Simonet 5       | Paris Expo Porte de Versailles, Párizs Nézőszám: 5749 Játékvezetők: Horáček, Novotný (CZE) |
| 2024. július 27. 16:00 | 1×             | Jegyzőkönyv | 3×              | Paris Expo Porte de Versailles, Párizs Nézőszám: 5749 Játékvezetők: Horáček, Novotný (CZE) |

| 2024. július 27. 21:00 | Dánia (DEN)        | 37–29       | Franciaország (FRA) | Paris Expo Porte de Versailles, Párizs Nézőszám: 5739 Játékvezetők: Schulze, Tönnies (GER) |
| 2024. július 27. 21:00 | Gidsel, Pytlick 11 | (18–17)     | Descat 7            | Paris Expo Porte de Versailles, Párizs Nézőszám: 5739 Játékvezetők: Schulze, Tönnies (GER) |
| 2024. július 27. 21:00 | 1×                 | Jegyzőkönyv | 4× 1×               | Paris Expo Porte de Versailles, Párizs Nézőszám: 5739 Játékvezetők: Schulze, Tönnies (GER) |

| 2024. július 29. 14:00 | Egyiptom (EGY)  | 27–30       | Dánia (DEN)         | Paris Expo Porte de Versailles, Párizs Nézőszám: 5764 Játékvezetők: Lah, Sok (SLO) |
| 2024. július 29. 14:00 | három játékos 5 | (9–19)      | Gidsel, Arnoldsen 8 | Paris Expo Porte de Versailles, Párizs Nézőszám: 5764 Játékvezetők: Lah, Sok (SLO) |
| 2024. július 29. 14:00 | 3× 1×           | Jegyzőkönyv | 3× 1×               | Paris Expo Porte de Versailles, Párizs Nézőszám: 5764 Játékvezetők: Lah, Sok (SLO) |

| 2024. július 29. 19:00 | Franciaország (FRA) | 22–27       | Norvégia (NOR) | Paris Expo Porte de Versailles, Párizs Nézőszám: 5602 Játékvezetők: García, Marín (ESP) |
| 2024. július 29. 19:00 | Mem 10              | (11–16)     | Blonz 7        | Paris Expo Porte de Versailles, Párizs Nézőszám: 5602 Játékvezetők: García, Marín (ESP) |
| 2024. július 29. 19:00 | 1× 1×               | Jegyzőkönyv | 2×             | Paris Expo Porte de Versailles, Párizs Nézőszám: 5602 Játékvezetők: García, Marín (ESP) |

| 2024. július 29. 21:00 | Argentína (ARG) | 25–35       | Magyarország (HUN) | Paris Expo Porte de Versailles, Párizs Nézőszám: 5602 Játékvezetők: Schulze, Tönnies (GER) |
| 2024. július 29. 21:00 | P. Simonet 5    | (12–17)     | Imre 7             | Paris Expo Porte de Versailles, Párizs Nézőszám: 5602 Játékvezetők: Schulze, Tönnies (GER) |
| 2024. július 29. 21:00 | 4× 2×           | Jegyzőkönyv | 3×                 | Paris Expo Porte de Versailles, Párizs Nézőszám: 5602 Játékvezetők: Schulze, Tönnies (GER) |

| 2024. július 31. 9:00 | Norvégia (NOR) | 26–25       | Magyarország (HUN) | Paris Expo Porte de Versailles, Párizs Nézőszám: 5774 Játékvezetők: Lah, Sok (SLO) |
| 2024. július 31. 9:00 | Blonz 9        | (11–13)     | három játékos 6    | Paris Expo Porte de Versailles, Párizs Nézőszám: 5774 Játékvezetők: Lah, Sok (SLO) |
| 2024. július 31. 9:00 | 4×             | Jegyzőkönyv | 3×                 | Paris Expo Porte de Versailles, Párizs Nézőszám: 5774 Játékvezetők: Lah, Sok (SLO) |

| 2024. július 31. 19:00 | Franciaország (FRA) | 26–26       | Egyiptom (EGY) | Paris Expo Porte de Versailles, Párizs Nézőszám: 5780 Játékvezetők: Kurtagic, Wetterwik (SWE) |
| 2024. július 31. 19:00 | Fabregas 5          | (11–15)     | Jahja 8        | Paris Expo Porte de Versailles, Párizs Nézőszám: 5780 Játékvezetők: Kurtagic, Wetterwik (SWE) |
| 2024. július 31. 19:00 | 3×                  | Jegyzőkönyv | 2×             | Paris Expo Porte de Versailles, Párizs Nézőszám: 5780 Játékvezetők: Kurtagic, Wetterwik (SWE) |

| 2024. július 31. 21:00 | Dánia (DEN) | 38–27       | Argentína (ARG) | Paris Expo Porte de Versailles, Párizs Nézőszám: 5780 Játékvezetők: Belkhiri, Hamidi (ALG) |
| 2024. július 31. 21:00 | Gidsel 13   | (19–14)     | Parker 6        | Paris Expo Porte de Versailles, Párizs Nézőszám: 5780 Játékvezetők: Belkhiri, Hamidi (ALG) |
| 2024. július 31. 21:00 | 5×          | Jegyzőkönyv | 4× 2× 1×        | Paris Expo Porte de Versailles, Párizs Nézőszám: 5780 Játékvezetők: Belkhiri, Hamidi (ALG) |

| 2024. augusztus 2. 9:00 | Magyarország (HUN) | 25–28       | Dánia (DEN) | Paris Expo Porte de Versailles, Párizs Nézőszám: 5764 Játékvezetők: García, Marín (ESP) |
| 2024. augusztus 2. 9:00 | Ilics 5            | (14–16)     | Gidsel 8    | Paris Expo Porte de Versailles, Párizs Nézőszám: 5764 Játékvezetők: García, Marín (ESP) |
| 2024. augusztus 2. 9:00 | 6×                 | Jegyzőkönyv | 1×          | Paris Expo Porte de Versailles, Párizs Nézőszám: 5764 Játékvezetők: García, Marín (ESP) |

| 2024. augusztus 2. 11:00 | Argentína (ARG) | 21–28       | Franciaország (FRA) | Paris Expo Porte de Versailles, Párizs Nézőszám: 5764 Játékvezetők: Pavićević, Ražnatović (MNE) |
| 2024. augusztus 2. 11:00 | Parker 7        | (8–15)      | Descat 8            | Paris Expo Porte de Versailles, Párizs Nézőszám: 5764 Játékvezetők: Pavićević, Ražnatović (MNE) |
| 2024. augusztus 2. 11:00 | 4×              | Jegyzőkönyv | 1× 1×               | Paris Expo Porte de Versailles, Párizs Nézőszám: 5764 Játékvezetők: Pavićević, Ražnatović (MNE) |

| 2024. augusztus 2. 21:00 | Norvégia (NOR) | 25–26       | Egyiptom (EGY) | Paris Expo Porte de Versailles, Párizs Nézőszám: 5652 Játékvezetők: Schulze, Tönnies (GER) |
| 2024. augusztus 2. 21:00 | Reinkind 7     | (13–14)     | Jahja 7        | Paris Expo Porte de Versailles, Párizs Nézőszám: 5652 Játékvezetők: Schulze, Tönnies (GER) |
| 2024. augusztus 2. 21:00 | 2× 1×          | Jegyzőkönyv | 2×             | Paris Expo Porte de Versailles, Párizs Nézőszám: 5652 Játékvezetők: Schulze, Tönnies (GER) |

| 2024. augusztus 4. 11:00 | Egyiptom (EGY)      | 34–27       | Argentína (ARG) | Paris Expo Porte de Versailles, Párizs Nézőszám: 5808 Játékvezetők: Bíró, Kiss (HUN) |
| 2024. augusztus 4. 11:00 | S. El-Deraa, Zein 6 | (14–15)     | Pizarro 6       | Paris Expo Porte de Versailles, Párizs Nézőszám: 5808 Játékvezetők: Bíró, Kiss (HUN) |
| 2024. augusztus 4. 11:00 | 4×                  | Jegyzőkönyv | 1×              | Paris Expo Porte de Versailles, Párizs Nézőszám: 5808 Játékvezetők: Bíró, Kiss (HUN) |

| 2024. augusztus 4. 16:00 | Magyarország (HUN) | 20–24       | Franciaország (FRA) | Paris Expo Porte de Versailles, Párizs Nézőszám: 5685 Játékvezetők: Hansen, Madsen (DEN) |
| 2024. augusztus 4. 16:00 | Imre 6             | (8–11)      | Prandi 7            | Paris Expo Porte de Versailles, Párizs Nézőszám: 5685 Játékvezetők: Hansen, Madsen (DEN) |
| 2024. augusztus 4. 16:00 |                    | Jegyzőkönyv | 2× 1×               | Paris Expo Porte de Versailles, Párizs Nézőszám: 5685 Játékvezetők: Hansen, Madsen (DEN) |

| 2024. augusztus 4. 19:00 | Dánia (DEN) | 32–25       | Norvégia (NOR) | Paris Expo Porte de Versailles, Párizs Nézőszám: 5723 Játékvezetők: Nachevski, Nikolov (MKD) |
| 2024. augusztus 4. 19:00 | Pytlick 9   | (17–12)     | Reinkind 6     | Paris Expo Porte de Versailles, Párizs Nézőszám: 5723 Játékvezetők: Nachevski, Nikolov (MKD) |
| 2024. augusztus 4. 19:00 | 3× 2×       | Jegyzőkönyv | 4×             | Paris Expo Porte de Versailles, Párizs Nézőszám: 5723 Játékvezetők: Nachevski, Nikolov (MKD) |

## Egyenes kieséses szakasz
|  |              |                     |                     |                     |    |                   |                   |                     |                     |               |               |       |       |
|  | Negyeddöntők | Negyeddöntők        | Negyeddöntők        |                     |    | Elődöntők         | Elődöntők         | Elődöntők           |                     |               | Döntő         | Döntő | Döntő |
|  | Negyeddöntők | Negyeddöntők        | Negyeddöntők        |                     |    | Elődöntők         | Elődöntők         | Elődöntők           |                     |               | Döntő         | Döntő | Döntő |
|  | augusztus 7. |                     |                     |                     |    |                   |                   |                     |                     |               |               |       |       |
|  |              |                     |                     |                     |    |                   |                   |                     |                     |               |               |       |       |
|  | A1           | Németország (GER)   | 35                  |                     |    |                   |                   |                     |                     |               |               |       |       |
|  | A1           | Németország (GER)   | 35                  | augusztus 9.        |    |                   |                   |                     |                     |               |               |       |       |
|  | B4           | Franciaország (FRA) | 34                  |                     |    |                   |                   |                     |                     |               |               |       |       |
|  | B4           | Franciaország (FRA) | 34                  |                     |    | Németország (GER) | Németország (GER) | 25                  |                     |               |               |       |       |
|  | augusztus 7. |                     |                     |                     |    | Németország (GER) | Németország (GER) | 25                  |                     |               |               |       |       |
|  |              |                     | Spanyolország (ESP) | Spanyolország (ESP) | 24 |                   |                   |                     |                     |               |               |       |       |
|  | A3           | Spanyolország (ESP) | Spanyolország (ESP) | Spanyolország (ESP) | 24 | 29                |                   |                     |                     |               |               |       |       |
|  | A3           | Spanyolország (ESP) |                     |                     |    | 29                | augusztus 11.     |                     |                     |               |               |       |       |
|  | B2           | Egyiptom (EGY)      | 28                  |                     |    |                   |                   |                     |                     |               |               |       |       |
|  | B2           | Egyiptom (EGY)      | 28                  |                     |    | Németország (GER) | Németország (GER) | 26                  |                     |               |               |       |       |
|  | augusztus 7. |                     |                     |                     |    | Németország (GER) | Németország (GER) | 26                  |                     |               |               |       |       |
|  |              |                     | Dánia (DEN)         | Dánia (DEN)         | 39 |                   |                   |                     |                     |               |               |       |       |
|  | B3           | Norvégia (NOR)      | Dánia (DEN)         | Dánia (DEN)         | 39 | 28                |                   |                     |                     |               |               |       |       |
|  | B3           | Norvégia (NOR)      | augusztus 9.        |                     |    | 28                |                   |                     |                     |               |               |       |       |
|  | A2           | Szlovénia (SLO)     | 33                  |                     |    |                   |                   |                     |                     |               |               |       |       |
|  | A2           | Szlovénia (SLO)     | 33                  |                     |    | Szlovénia (SLO)   | Szlovénia (SLO)   | 30                  | Bronzmérkőzés       | Bronzmérkőzés | Bronzmérkőzés |       |       |
|  | augusztus 7. |                     |                     |                     |    | Szlovénia (SLO)   | Szlovénia (SLO)   | 30                  | Bronzmérkőzés       | Bronzmérkőzés | Bronzmérkőzés |       |       |
|  |              |                     | Dánia (DEN)         | Dánia (DEN)         | 31 |                   |                   | augusztus 11.       | augusztus 11.       | augusztus 11. |               |       |       |
|  | B1           | Dánia (DEN)         | Dánia (DEN)         | Dánia (DEN)         | 31 | 32                |                   | augusztus 11.       | augusztus 11.       | augusztus 11. |               |       |       |
|  | B1           | Dánia (DEN)         |                     |                     |    |                   |                   | Spanyolország (ESP) | Spanyolország (ESP) | 23            |               |       |       |
|  | A4           | Svédország (SWE)    | 31                  |                     |    |                   |                   | Spanyolország (ESP) | Spanyolország (ESP) | 23            |               |       |       |
|  | A4           | Svédország (SWE)    | 31                  |                     |    | Szlovénia (SLO)   | Szlovénia (SLO)   | 22                  |                     |               |               |       |       |
|  |              |                     |                     |                     |    | Szlovénia (SLO)   | Szlovénia (SLO)   | 22                  |                     |               |               |       |       |

### Negyeddöntők
| 2024. augusztus 7. 9:30 | Spanyolország (ESP) | 29–28 (h. u.) | Egyiptom (EGY) | Stade Pierre-Mauroy, Lille Nézőszám: 25 697 Játékvezetők: Horáček, Novotný (CZE) |
| 2024. augusztus 7. 9:30 | Gómez 9             | (8–12, 25–25) | el-Dera 8      | Stade Pierre-Mauroy, Lille Nézőszám: 25 697 Játékvezetők: Horáček, Novotný (CZE) |
| 2024. augusztus 7. 9:30 | 2×                  | Jegyzőkönyv   | 5×             | Stade Pierre-Mauroy, Lille Nézőszám: 25 697 Játékvezetők: Horáček, Novotný (CZE) |

| 2024. augusztus 7. 13:30 | Németország (GER) | 35–34 (h. u.)  | Franciaország (FRA) | Stade Pierre-Mauroy, Lille Nézőszám: 27 014 Játékvezetők: Hansen, Madsen (DEN) |
| 2024. augusztus 7. 13:30 | Uščins 14         | (14–17, 29–29) | Mem 10              | Stade Pierre-Mauroy, Lille Nézőszám: 27 014 Játékvezetők: Hansen, Madsen (DEN) |
| 2024. augusztus 7. 13:30 | 3×                | Jegyzőkönyv    | 6× 1×               | Stade Pierre-Mauroy, Lille Nézőszám: 27 014 Játékvezetők: Hansen, Madsen (DEN) |

| 2024. augusztus 7. 17:30 | Dánia (DEN) | 32–31       | Svédország (SWE) | Stade Pierre-Mauroy, Lille Nézőszám: 26 449 Játékvezetők: Bonaventura, Bonaventura (FRA) |
| 2024. augusztus 7. 17:30 | Pytlick 9   | (16–16)     | Claar 7          | Stade Pierre-Mauroy, Lille Nézőszám: 26 449 Játékvezetők: Bonaventura, Bonaventura (FRA) |
| 2024. augusztus 7. 17:30 | 3× 2×       | Jegyzőkönyv | 4× 1×            | Stade Pierre-Mauroy, Lille Nézőszám: 26 449 Játékvezetők: Bonaventura, Bonaventura (FRA) |

| 2024. augusztus 7. 21:30 | Norvégia (NOR) | 28–33       | Szlovénia (SLO) | Stade Pierre-Mauroy, Lille Nézőszám: 26 406 Játékvezetők: García, Marín (ESP) |
| 2024. augusztus 7. 21:30 | Blonz 7        | (12–16)     | Vlah 11         | Stade Pierre-Mauroy, Lille Nézőszám: 26 406 Játékvezetők: García, Marín (ESP) |
| 2024. augusztus 7. 21:30 | 4×             | Jegyzőkönyv | 1× 1×           | Stade Pierre-Mauroy, Lille Nézőszám: 26 406 Játékvezetők: García, Marín (ESP) |

### Elődöntők
| 2024. augusztus 9. 16:30 | Németország (GER) | 25–24       | Spanyolország (ESP) | Stade Pierre-Mauroy, Lille Nézőszám: 22 745 Játékvezetők: Nachevski, Nikolov (MKD) |
| 2024. augusztus 9. 16:30 | Uščins 6          | (12–12)     | Fernández 5         | Stade Pierre-Mauroy, Lille Nézőszám: 22 745 Játékvezetők: Nachevski, Nikolov (MKD) |
| 2024. augusztus 9. 16:30 | 1× 1×             | Jegyzőkönyv | 1× 1×               | Stade Pierre-Mauroy, Lille Nézőszám: 22 745 Játékvezetők: Nachevski, Nikolov (MKD) |

| 2024. augusztus 9. 21:30 | Szlovénia (SLO) | 30–31       | Dánia (DEN) | Stade Pierre-Mauroy, Lille Nézőszám: 22 329 Játékvezetők: Horáček, Novotný (CZE) |
| 2024. augusztus 9. 21:30 | Bombač, Vlah 7  | (10–15)     | Landin 6    | Stade Pierre-Mauroy, Lille Nézőszám: 22 329 Játékvezetők: Horáček, Novotný (CZE) |
| 2024. augusztus 9. 21:30 | 3×              | Jegyzőkönyv | 1×          | Stade Pierre-Mauroy, Lille Nézőszám: 22 329 Játékvezetők: Horáček, Novotný (CZE) |

### Bronzmérkőzés
| 2024. augusztus 11. 9:00 | Spanyolország (ESP) | 23–22       | Szlovénia (SLO) | Stade Pierre-Mauroy, Lille Nézőszám: 17 242 Játékvezetők: Hansen, Madsen (DEN) |
| 2024. augusztus 11. 9:00 | Gómez 5             | (12–12)     | Dolenec 6       | Stade Pierre-Mauroy, Lille Nézőszám: 17 242 Játékvezetők: Hansen, Madsen (DEN) |
| 2024. augusztus 11. 9:00 | 2× 2×               | Jegyzőkönyv | 3×              | Stade Pierre-Mauroy, Lille Nézőszám: 17 242 Játékvezetők: Hansen, Madsen (DEN) |

### Döntő
| 2024. augusztus 11. 13:30 | Németország (GER) | 26–39       | Dánia (DEN) | Stade Pierre-Mauroy, Lille Nézőszám: 27 328 Játékvezetők: Lah, Sok (SLO) |
| 2024. augusztus 11. 13:30 | Knorr 6           | (12–21)     | Gidsel 11   | Stade Pierre-Mauroy, Lille Nézőszám: 27 328 Játékvezetők: Lah, Sok (SLO) |
| 2024. augusztus 11. 13:30 | 1×                | Jegyzőkönyv | 1×          | Stade Pierre-Mauroy, Lille Nézőszám: 27 328 Játékvezetők: Lah, Sok (SLO) |

## Végeredmény
| Helyezés | Csapat              |
| -------- | ------------------- |
| Arany    | Dánia (DEN)         |
| Ezüst    | Németország (GER)   |
| Bronz    | Spanyolország (ESP) |
| 4.       | Szlovénia (SLO)     |
| 5.       | Egyiptom (EGY)      |
| 6.       | Norvégia (NOR)      |
| 7.       | Svédország (SWE)    |
| 8.       | Franciaország (FRA) |
| 9.       | Horvátország (CRO)  |
| 10.      | Magyarország (HUN)  |
| 11.      | Japán (JPN)         |
| 12.      | Argentína (ARG)     |

## All Star-csapat
A torna legjobbjaiból álló csapat névsorát 2024. augusztus 11-én tette közzé az IHF.
| Poszt      | Játékos                |
| ---------- | ---------------------- |
| Kapus      | Niklas Landin Jacobsen |
| Balszélső  | Daniel Fernández       |
| Balátlövő  | Simon Pytlick          |
| Irányító   | Juri Knorr             |
| Jobbátlövő | Renārs Uščins          |
| Jobbszélső | Blaž Janc              |
| Beálló     | Lukas Jørgensen        |
| MVP        | Mathias Gidsel         |

## Statisztikák

### Góllövőlista
| #   | név            | csapat        | gólok | lövések | %  |
| --- | -------------- | ------------- | ----- | ------- | -- |
| 1.  | Mathias Gidsel | Dánia         | 62    | 83      | 75 |
| 2.  | Aleks Vlah     | Szlovénia     | 56    | 87      | 64 |
| 3.  | Simon Pytlick  | Dánia         | 54    | 79      | 68 |
| 4.  | Renārs Uščins  | Németország   | 52    | 76      | 68 |
| 5.  | Aleix Gómez    | Spanyolország | 48    | 61      | 79 |
| 6.  | Blaž Janc      | Szlovénia     | 43    | 58      | 74 |
| 7.  | Johannes Golla | Németország   | 37    | 47      | 79 |
| 7.  | Dika Mem       | Franciaország | 37    | 60      | 62 |
| 9.  | Hugo Descat    | Franciaország | 34    | 45      | 76 |
| 10. | Juri Knorr     | Németország   | 33    | 52      | 63 |

Forrás